# فهرست فیلم‌های ایرانی سال ۱۳۰۹
فهرست فیلم‌های ایرانی سال ۱۳۰۹

## فهرست
| عنوان      | کارگردان        | فیلم‌نامه‌نویس(ها) | بازیگران                       |
| ---------- | --------------- | ---------------- | ------------------------------ |
| آبی و رابی | اوانس اوهانیانس | اوانس اوهانیانس  | محمدخان ضرابی، اوانس اوهانیانس |